# Светуньков, Сергей Геннадьевич
Серге́й Генна́дьевич Светуньков (род. 31 августа 1960, Ташкент) — российский учёный-экономист, доктор экономических наук, профессор.

## Биография
Окончил энергетический факультет Ташкентского политехнического института им. Абу Райхана Беруни, специальность «Электрические станции» (1982, диплом с отличием).
В 1983 году поступил в заочную аспирантуру НПО «Кибернетика» АН Узбекистана и в 1989 году защитил диссертацию на соискание учёной степени кандидата экономических наук в Ленинградском инженерно-экономическом институте по специальности 08.00.13.
В 1995 году защитил диссертацию на соискание ученой степени доктора экономических наук в Санкт-Петербургском государственном университете экономики и финансов по специальности 08.00.05.

## Научная деятельность
Автор более 200 публикаций на русском и английском языках (статей в ведущих российских и зарубежных научных журналах, монографий, учебников и учебных пособий) по экономическому прогнозированию, маркетинговой аналитике, анализу и прогнозированию экономической конъюнктуры рынков, экономико-математическому моделированию, эконометрике, теории предпринимательства и конкуренции.
Под научным руководством профессора С. Г. Светунькова подготовлено более 30 кандидатов и докторов экономических наук.
Научных исследования поддерживались грантом фонда Сороса (1993), совместным грантом фонда «Открытое общество» и Министерства высшего образования РФ (1994—1995), многочисленными грантами РГНФ и РФФИ (с 1998 по 2024). С 1997 года по 2021 год являлся членом Экспертных советов по экономике РГНФ и РФФИ.

###### Основные научные достижения
1. Модели поведенческой экономики. 
Разработана трёхфакторная модель спроса и показано соответствие её свойств свойствам реального поведения потребителя. Параллельно с этой моделью сформированы: модель поведения производителя и модель поведения посредника. На базе этих моделей разработаны новые модели рыночного равновесия на розничном и оптовом рынках.
2. Системная теория конкуренции, инноваций и предпринимательства. 
В основе этой теории лежит модель жизненного цикла предпринимателя, рассматривающая трансформацию предпринимателя от стадии «юниор» до стадии «капиталист». С учётом этих этапов жизненного цикла предпринимателя разработана динамическая модель предпринимательского риска. Разработаны модели двух типов инновационных рынков: директивных инноваций и предпринимательских инноваций. Поскольку конкуренция осуществляется на всей цепочке от производства товара до его реализации в рознице, от оптовых рынков до розничных, предложена теория многоуровневой конкуренции и модели конкуренции в таблично-структурной и математической формах.
3. Комплекснозначная экономика. 
Это новый раздел экономико-математического моделирования, в котором основными переменными выступают комплекснозначные переменные. В этом разделе созданы такие подразделы как эконометрика комплексных переменных, производственные функции комплексных переменных, комплекснозначные авторегрессии и векторные авторегрессии в комплекснозначной форме.
4. Адаптивные модели краткосрочного прогнозирования.
Расширены границы метода экспоненциального сглаживания: выделены классические границы (0 < α < 1) и запредельное множество (1 < α < 2). Модель NAIV в этой совокупности является частным случаем, когда  α = 1. Разработан вариант модели экспоненциального сглаживания для факторных зависимостей. Разработана модификация метода стохастической аппроксимации для адаптации моделей экономического прогнозирования на среднесрочную и долгосрочную перспективы.

## Педагогическая и административная деятельность в высшей школе
Педагогическую деятельность начал в альма-матер ассистентом кафедры «Экономика и организация энергетики» (1982—1989 гг.).
С 1990 года работал в Ульяновском филиале МГУ им. М. В. Ломоносова, преобразованный в Ульяновский государственный университет. С 1990 — доцент кафедры «Экономики», затем, доцент, профессор кафедры «Управления», декан экономического факультета (1997), заведующий кафедрой «Экономики и организации производства». В 1997—1999 — директор Института экономики и бизнеса УлГУ.
С 1996 (с 1999 — на полную ставку) работал в СПБГУЭФ — СПБГЭУ. Занимал должности профессора кафедры маркетинга (1996—2002), проректора по руководству филиалами и заочному обучению (2002 — 2006), профессора, заведующего кафедрой «Экономическая кибернетика и экономико-математические методы» (2007—2012).
В 2012—2014 гг. — профессор в Национальном минерально-сырьевом университете «Горный».
С 2014 по 2018 гг. — профессор, академический руководитель магистерской программы «Маркетинговые технологии» в Национальном исследовательском университете «Высшая школа экономики».
С 2018 года по наст. время работает в СПбПУ Петра Великого профессором Высшей школы бизнес-инжиниринга Института промышленного менеджмента, экономики и торговли.

## Работа в общественных и частных организациях
В 1989—1990 гг. — заведующий планово-финансовым и контрольно-ревизионным сектором ЦК ЛКСМ Узбекистана (Республиканский штаб студенческих строительных отрядов).
С 1995 по 1997 гг. — советник по экономике генерального директора УАЗ (по совместительству).

## Основные публикации

###### Публикации в научных периодических изданиях
- Светуньков С. Г., Чанышева А. Ф. Анализ производственной деятельности предприятия «Эрденет» с помощью степенной функции комплексных переменных // Горный журнал, 2017, № 1 (№ 2234). — С. 26-32.
- Светуньков С. Г. Основы теории многоуровневой конкуренции и её инструментальная база // Современная конкуренция, 2017, том 11, № 6 (66). С. 5 — 27.
- Светуньков С. Г. О возможности экономического прогнозирования с помощью степенной производственной функции комплексного переменного // Экономика региона, 2016. Т. 12, вып. 3, с. 966—976.

###### Монографии
- Светуньков С. Г. Теория многоуровневой конкуренции. — М.: URSS, 2019. — 304 с.
- Светуньков С. Г. Опыт моделирования социально-экономической динамики: Россия. — СПб.: Изд-во СПбГЭУ, 2017. — 207 с.
- Светуньков С. Г. Моделирование экономической динамики: комплекснозначный подход. — СПб.: Левша Санкт-Петербург, 2015. — 135 с.
- Лубинская Е. И., Демченко Е. А., Светуньков С. Г. Моделирование и оценка эффективности многопрофильной кардиореабилитации. — СПб.: СПБГЭУ, 2014—126 с.
- Svetunkov Sergey. Complex-Valued Modeling in Economics and Finance — Springer Science+Business Media, New York, 2012. — 318 p.
- Светуньков С. Г. Основы комплекснозначной экономики. — СПб.: Издатель Василькина М. Н., 2011. — 348 с.
- Светуньков М. Г., Светуньков С. Г. Предпринимательство и инновации. — Ульяновск: Изд-во УлГТУ, 2010. — 128 с.

###### Учебники и учебные пособия
- Пономарев О. Б., Светуньков С. Г. Экономика и предпринимательство: Учебник. СПб.: Левша-Санкт-Петербург, 2015. — 631 с.
- Светуньков И. С., Светуньков С. Г. Методы и модели социально-экономического прогнозирования: учебник и практикум для академического бакалавриата. В 2-х т. Т. 1. Теория и методология прогнозирования. — М.: Издательство Юрайт, 2019. — 351 с.
- Светуньков И. С., Светуньков С. Г. Методы и модели социально-экономического прогнозирования: учебник и практикум для академического бакалавриата. В 2-х т. Т. 2. Модели и методы. — М.: Издательство Юрайт, 2019. — 450 с.
- Предпринимательство: Учебное пособие для экономических специальностей вузов / Под ред. С. Г. Светунькова и Л. С. Тарасевича. — СПб.: Изд-во СПбГУЭФ, 2006. — 563 с.
- Светуньков С. Г., Ишутин Р. В. Основы теории предпринимательства: Учебник для экономических специальностей вузов. — М.: Российская академия предпринимательства, 2005. — 384 с.
- Светуньков С. Г., Хан Т. В. Логико-гносеологическая терминология в экономике: Учебное пособие (краткий словарь) — Санкт-Петербург: СПбГУЭФ, 2004. — 187 с.
- Светуньков С. Г. Экономическая теория маркетинга: Учебное пособие. — СПб.: Изд-во СПбГУЭФ, 2003. — 207 с.
- Светуньков С. Г. Методы маркетинговых исследований: Учебник — СПб.: Изд-во ДНК, 2003. — 352 с.

#### Художественная литература
- Светуньков С. Г. Красное, белое и серо-буро-малиновое. — СПб.: Союз писателей Петербурга, 2021. — 627 с.